# Syscia parietalis
Syscia parietalis (лат.) — вид муравьёв рода Syscia из подсемейства Dorylinae (Formicidae). 

## Распространение
Встречаются в Центральной Америке: Гватемала, Гондурас.

## Описание
Мелкие муравьи красно-коричневого цвета (длина около 3 мм). Ширина головы рабочих 0,56—0,61 мм, длина головы 0,70—0,74 мм. Отличаются следующими признаками: субпетиолярный отросток широкий, задний край с небольшим зубцом; ; проподеум с непрерывным килем, полностью охватывающим и ограничивающим заднюю часть лица; абдоминальный сегмент AIII сверху трапециевидный, с почти плоскими сторонами; AIV сверху с умеренно выпуклыми сторонами, передний край слабо усеченный. Стебелёк двухчлениковый, но явные перетяжки между следующими абдоминальными сегментами отсутствуют. Проното-мезоплевральный шов развит. Оцеллии отсутствуют, сложные глаза редуцированные. Нижнечелюстные щупики рабочих 2-члениковые, нижнегубные щупики состоят из 2 сегментов. Средние и задние голени с одной гребенчатой шпорой. Обнаружены в подстилочном лесном слое. Вид был впервые описан в 2021 году американским мирмекологом Джоном Лонгино и немецким энтомологом Майклом Бранстеттером.